# تیته
آدنور لئوناردو باکی (پرتغالی: Adenor Leonardo Bacchi؛ زادهٔ ۲۵ مهٔ ۱۹۶۱) که بیشتر با نام تیته (پرتغالی: Tite) (پرتغالی برزیلی:[ˈtʃitʃi]) شناخته می‌شود، یک سرمربی فوتبال اهل برزیل است.
تیته در سال ۲۰۱۶ سرمربی تیم ملی فوتبال برزیل شد.
وی با تیم ملی برزیل در سال ۲۰۱۹ دست به کار بزرگی زد و در ناباوری همگان  قهرمان رقابت‌های کوپا آمریکا شد.وی بعد از حذف از جام جهانی ۲۰۲۲ قطر از سمتش کنار گذاشته شد.وی که در دوران بازی خود در پست هافبک دفاعی بازی می‌کرده‌است، برای ۴ تیم مختلف برزیلی به میدان رفته‌است